# 시드니깔때기그물거미
시드니깔때기그물거미(Sydney funnel-web spider, 학명 Atrax robustus)은 거미강 원실젖거미하목 오스트레일리아깔때기그물거미과에 속한 맹독성 거미이다. 시드니 100km 주변에서 발견되며, 1~5 cm의 몸길이와 어두운 색을 띈다. 세계에서 가장 치명적인 독을 가지고 있는 거미로, 이 거미에 물리면 치료를 해야 한다. 치료되지 않으면 성인 남성이 5분안에 사망에 이르게 할 수 있는 맹독이다.